# A Busy Day in the Jungle
A Busy Day in the Jungle è un cortometraggio muto del 1912 interpretato da Marshall Neilan e diretto da Pat Hartigan.

## Produzione
Il film, prodotto dalla Kalem Company, fu girato a Santa Monica.

### Cast
Marshall Neilan - Neilan, che in seguito sarebbe diventato un noto regista, debuttò sullo schermo come attore quell'anno, prendendo parte nel 1912 a oltre trenta cortometraggi.

## Distribuzione
Distribuito dalla General Film Company, uscì nelle sale cinematografiche il 25 dicembre 1912. Nelle proiezioni, veniva programmato con il sistema dello split reel, accorpato in un'unica bobina con un altro cortometraggio della Kalem, la commedia Brave Old Bill.